# Krajowe Eliminacje do Konkursu Piosenki Eurowizji Junior 2003
Polski Finał Konkursu Piosenki Eurowizji dla Dzieci − polskie selekcje mające na celu wyłonienie reprezentanta Polski w 1. Konkursie Piosenki Eurowizji Junior 2003 w Kopenhadze. Finał odbył się 23 września 2003 w Studiu 5 w siedzibie TVP przy ul. Woronicza 17.
Finał konkursu wygrała Kasia Żurawik z utworem „Coś mnie nosi”.

## Przebieg konkursu

### Czas i miejsce konkursu
Polskie preselekcje do 1. Konkursu Piosenki Eurowizji Junior 2003 odbyły się 23 września 2003 o godzinie 19:00 w Warszawie. Koncert był transmitowany na antenie TVP2.

### Zgłaszanie utworów
Proces nadsyłania utworów rozpoczął się 25 lipca 2003 roku. Do konkursu zgłoszone zostało ponad 200 utworów, z których Jury wybrało 30, a następnie ostateczne 13 utworów, które pojawiły się w finale. Propozycje musiały spełniać warunki regulaminu konkursu: musiały posiadać tekst w języku polskim oraz trwać nie dłużej niż 3 minuty. Wykonawca musiał mieć od 8 do 15 lat.
Lista finalistów została ujawniona dopiero w dzień preselekcji.
- Agata Korwin
- Justyna Kosela
- Agata Stodolna
- Zuzanna Madejska
- Magdalena Ćwiklińska
- zespół Stonoga
- Kasper Zborowski-Weychman
- Sebastian Plewiński
- zespół Wigor
- Marta Moszczyńska
- Marina Łuczenko
- Dominika Rydz
- Kasia Żurawik

### Prowadzący i goście specjalni
Eliminacje poprowadził dziennikarz i prezenter Jarosław Kulczycki, a gościem specjalnym był zespół Leszcze, który wykonał „Twe usta jak maliny”.

## Wyniki
Zwycięzca eliminacji został wybrany poprzez głosowanie jurorów oraz telewidzów, którzy będą oddawali swoje głosy za pomocą SMS oraz systemu audiotele. W skład komisji jurorskiej weszli Irena Santor, Ernest Bryll, Janusz Tylman, Zygmunt Kukla, Wojciech Jagielski, Joszko Broda, Krzysztof Antkowiak, Georgina Tarasiuk, Aleksander Pałac oraz Robert Kamyk.
| Lp. | Wykonawca                 | Piosenka                  | Język  | Wynik |
| --- | ------------------------- | ------------------------- | ------ | ----- |
| 1.  | Agata Korwin              | „Dziecko na pokaz”        | polski | N/Z   |
| 2.  | Justyna Kosela            | „Wakacyjna niespodzianka” | polski | N/Z   |
| 3.  | Agata Stodolna            | „Kropeleczko”             | polski | N/Z   |
| 4.  | Zuzanna Madejska          | „Ty”                      | polski | N/Z   |
| 5.  | Magdalena Ćwiklińska      | „Bluesowe Zwierzaki”      | polski | N/Z   |
| 6.  | Stonoga                   | „Trzepak Show”            | polski | N/Z   |
| 7.  | Kasper Zborowski-Weychman | „Lato”                    | polski | N/Z   |
| 8.  | Sebastian Plewiński       | „Jeśli Kochasz”           | polski | N/Z   |
| 9.  | Wigor                     | „Wrzuć na luz”            | polski | N/Z   |
| 10. | Marta Moszczyńska         | „W Obronie marzeń”        | polski | N/Z   |
| 11. | Marina Łuczenko           | „Sen”                     | polski | N/Z   |
| 12. | Dominika Rydz             | „Mój świat”               | polski | N/Z   |
| 13. | Kasia Żurawik             | „Coś mnie nosi”           | polski | 1     |